# Krazy Kat

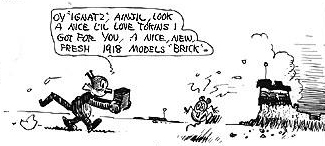
Krazy schenkt Ignatz einen neuen Ziegelstein (1918)

Krazy Kat ist ein Comic-Strip von George Herriman, der zwischen 1913 und 1944 – anfangs noch unter dem Namen Krazy Kat and Ignatz – in den Zeitungen des Verlegers William Randolph Hearst erschien. Der Strip entwickelte sich in seiner Grundkonstellation hauptsächlich aus den Abenteuern zweier sprechender Tier-Nebenfiguren in Herrimans humoristischer Comicserie The Dingbat Family (1910–1916). Herriman, der Krazy Kat eigenen Angaben zufolge aus Langeweile erfand, zeichnete den Comic bis zu seinem Tod im Jahr 1944.
Im Mittelpunkt von Krazy Kat steht die im besten Sinn naive und vom Geschlecht her unbestimmbare Katze Krazy, die in den zynischen Mäuserich Ignatz verliebt ist, obwohl dieser ihren Kopf ständig mit Ziegelsteinen bewirft, um ihr seine Abneigung zu demonstrieren. Krazy missdeutet jedoch jeden Ziegelstein, der sein Ziel findet, als einen weiteren Liebesbeweis ihres „little dahlink“ (little darling) Ignatz, was diesen nur noch mehr aufbringt. Erschwerend kommt hinzu, dass der Polizist Offissa Pupp (dt. Wachtmeister G. Kläff) wiederum unsterblich in Krazy verliebt ist und – um weitere Ziegelwürfe auf Krazys Kopf zu verhindern – Ignatz regelmäßig hinter Gitter bringt, diesem auflauert oder zumindest dessen Ziegelsteinbesitz konfisziert.

## Entwicklung

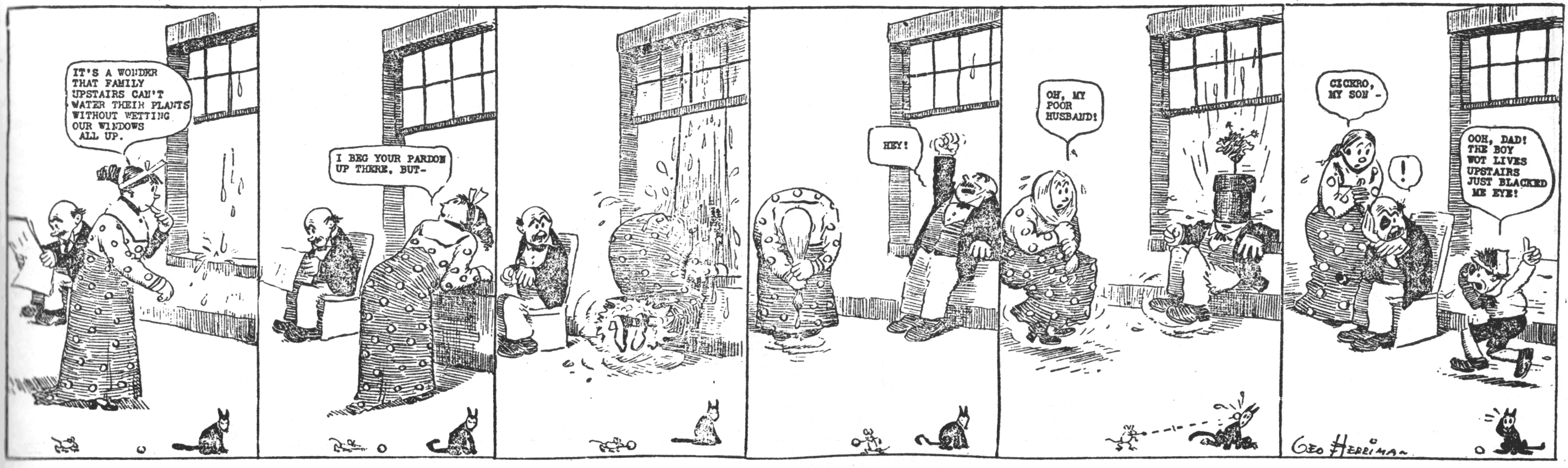
Maus und Katze als Randfiguren …

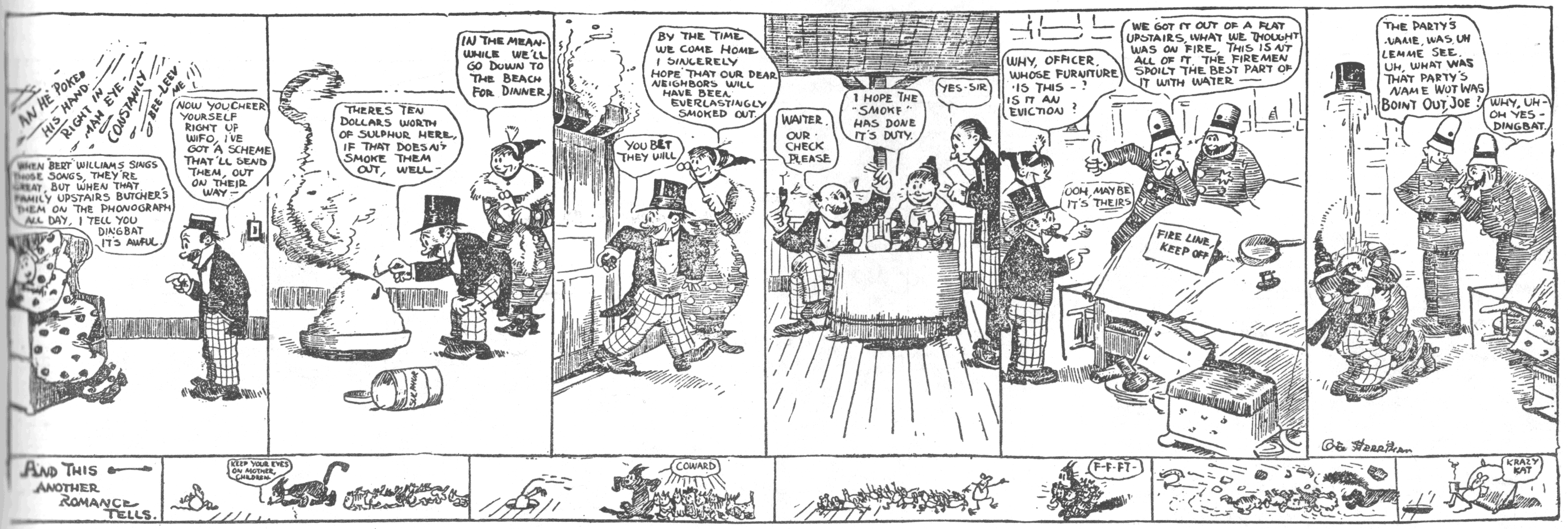
und mit eigenem einzeiligen Strip. Hier nennt die Maus die Katze „Krazy Kat“.

Herriman zeichnete und textete zwischen 1902, dem Jahr seiner ersten Comicveröffentlichung, und 1913 etwa 20 verschiedene und teils nur sehr kurzlebige Comicserien. Bereits im September 1903 erschien in der Serie Lariate Pete am Rande eine schwarze Katze, die auf die spätere Krazy vorausweist (Lit.: Blackbeard, 1991). Diese namenlose, eher phlegmatische und gutmütige Katze tauchte in den folgenden Jahren in mehreren von Herrimans Strips auf: in Bud Smith (1904), in Rosy’s Mama und Zoo Zoo (beide 1906), in Alexander und Baron Mooch (beide 1909), schließlich in The Dingbat Family (ab 1910). 1906 begann die Katze zu sprechen (wenngleich ihre Auftritte auch weiterhin oft nur pantomimischer Natur sind); 1909 tritt mit einem namenlosen „entenschnäbeligen Charakter“ (Lit.: Blackbeard, 1991) eine erste zusätzliche Figur auf, die später unter dem Namen „Gooseberry Sprig, the Duck Duke“ (dt. „Entengrütz Spross, der Earl of Erpel“) zum ständigen Personal von Krazy Kat gehören wird. Diese namenlose Ente ist es auch, die die Katze (engl. cat) 1909 zum ersten Mal „Kat“ nennt.
1910 traf die „Kat“ in The Dingbat Family auf eine Maus, die sie schon am 25. September 1910 (Lit.: Blackbeard, 1991) aufgrund ihres seltsamen Verhaltens als „Krazy“ (engl. crazy, also verrückt) bezeichnete, und auch ein Bulldoggenwelpe tauchte ab und zu auf; die drei tollen herum, liefern sich Kämpfe, geben spöttische Kommentare ab und verfolgen sich lautstark zum Ärger der Familie Dingbat, unter deren Wohnung sie leben. Irgendwann zwischen 1910 und 1913 wurde die Maus mit dem Namen Ignatz belegt, und die – zum Erwartbaren vollkommen konträre – Konstellation einer aggressiven Maus, die eine friedfertige Katze jagt und ihr diverse harte Gegenstände, irgendwann dann ausschließlich Ziegelsteine an den Kopf wirft, entstand. Die vermeintlichen Nebenfiguren, deren Tollereien auch bei der Familie Dingbat immer größere Aufmerksamkeit auf sich zogen, wurden beim Publikum so beliebt, dass sie einen eigenen einzeiligen Strip bekamen, der unter den Abenteuern der Familie Dingbat abgedruckt wurde und sich in der Handlung oft direkt auf das bezog, was im Dingbat-Strip oberhalb geschah. Ab 1913 konnte auf den Seiten des New York Journal ein eigenständiger Krazy Kat-Tagesstrip gefunden werden (Lit.: Blackbeard, 1991). Der letzte erschien am 25. Juni 1944, genau zwei Monate nach dem Tod Herrimans.

## Personal und Szenerie
Zwischen 1913 und 1916, als die Krazy Kat-Strips nur an Werktagen in Form von Einzeilern aus vier, fünf oder sechs zusammenhängenden Panels erschienen, konzentrierte sich Herriman meist auf die absurde Interaktion seiner Hauptdarsteller Katze und Maus, mit gelegentlichen Auftritten der jungen Bulldogge. Als jedoch auf Betreiben seines Bewunderers Hearst am 23. April 1916 zusätzlich auch in der Sonntagsausgabe des New York Morning Journal eine erste seitenfüllende Geschichte erscheinen konnte, änderte sich das schnell. Auf dem erweiterten Format konnten komplexere Erzählstrukturen verwendet, ungewöhnliche grafische Experimente gemacht und mehr Figuren und Schauplätze eingeführt werden. Herriman bevölkerte den Sonntagsstrip fortan mit einer Unzahl weiterer sprechender Tiere, die zum Teil aus seinen älteren Serien stammten, und erfand als Heimat seiner Akteure einen ganzen staubig-kargen Landstrich, Coconino County (nur lose angelehnt an das gleichnamige County in den USA), in dem sowohl visuell als auch erzählerisch einfach alles möglich war. Der Hundewelpe wurde über Nacht zum Zigarre rauchenden, erwachsenen Offissa B. Pupp (vollständig Officer Bull Pupp, wörtlich übersetzt: Wachtmeister Bulldogge Welpe) mit Schlagstock und Gefängnis – und die unauflösbar vertrackte Dreiecksbeziehung, die den Strip schließlich über fast dreißig Jahre antrieb, erreichte damit ihre Reife. Das bisher schon verschrobene Katz-und-Maus-Spiel der zwei Hauptdarsteller wurde auf eine höhere Ebene gehoben, indem die Bulldogge als dritter Akteur nun sozusagen gesetzliche Befugnisse erhielt (Verhaftung, Überwachung usw.), mit denen er seine uneingestandene Liebe zu Krazy kaschieren konnte. Ignatz, der bisher nur aus persönlicher Boshaftigkeit Krazys Kopf treffen wollte, wurde zu einer zynischen und immer trickreicheren Figur, die den Arm des Gesetzes ständig überlisten musste, um ihre gewalttätigen Freiheitsrechte ausüben zu können. Das arglose Wesen Krazy wiederum bekam ungewollt ein dauerhaftes Problem mit Offissa Pupp, weil dieser sich im Dienst eigentlich um nichts anderes kümmerte, als Ignatz’ glückbringende Ziegelsteinwürfe zu verhindern.

## Poesie und Surrealismus

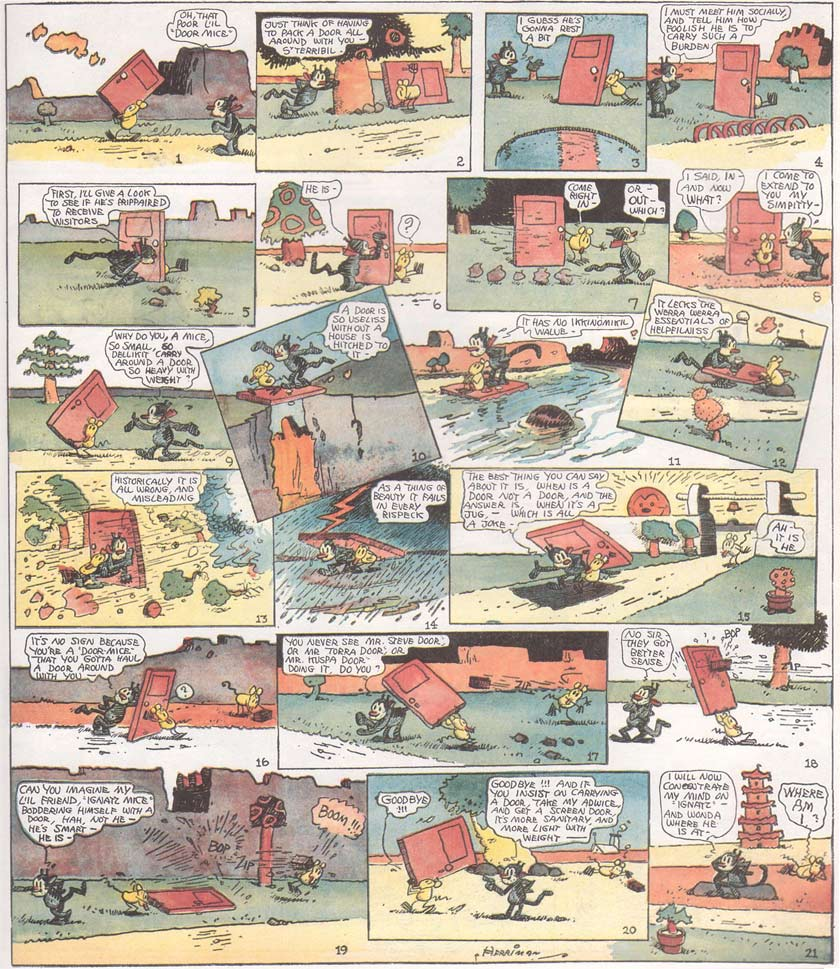
Krazy Kat und Door Mouse (1922)

Herrimans Coconino County war ein vollkommen unberechenbarer Schauplatz, der stark an eine surrealistische Bühne mit absurden Requisiten und Kulissen erinnerte, die sich zudem ständig veränderten. Der Mond sah in Krazy Kat bisweilen wie eine abgenagte Melonenschale aus und hing wie ein Schiffchen an Fäden von einem Himmel herunter, dessen Textur von kariert zu gezackt und zurück wechselte, und die spärlich in der Landschaft verteilten bizarren Büsche, Felsen und Kakteen änderten von Panel zu Panel ihr Aussehen. In einem einzigen Panel konnten ganz zwanglos Tag und Nacht vereint sein, was die erzählte Zeitspanne innerhalb des Bildes stark ausweitete. Oft wuchsen Bäume und Kakteen in Pflanzenkübeln; oft sahen Mesas und Felsen eher wie abstrakte, dreidimensionale Zeichen und keinesfalls steinern aus; oft war die Vegetation mit seltsamen (vermutlich indianischen) Ornamenten versehen. Von Flöhen über Motten und Hummeln, Enten und Kojoten bis hin zum Elefanten war in Coconino die gesamte Tierwelt vertreten. Die Babys wurden von Joe Stork (Joe Storch) gebracht, dessen Ankunft mit verdächtigem Beutel jeder in Coconino fürchtete; er wohnte hoch oben auf einer einsam gelegenen „Zaubermesa“ (enchanted mesa). Man trank „Tiger-Tee“ und ähnliche exotische Getränke. Bald tauchte der mittelständische Ziegelsteinfabrikant Kolin Kelly mit seiner beladenen Schubkarre auf, um Ignatz beständig mit Wurfgeschossen beliefern zu können. Ignatz und Offissa Pupp konnten sich selbst Baumstämme in die von Herriman mit wenigen Tuschestrichen skizzierte Wüste zeichnen, um sich hinter ihnen zu verstecken (ein frühes Beispiel für die Hinterfragung der eigenen zeichnerischen Mittel im Comicstrip). Krazy hatte plötzlich Verwandte im gesamten Tierreich: Cousin Katzenvogel, Cousin Katzenfisch usw., die sie (oder er) immer wieder um Rat und Hilfe bat. Der auf seine bürgerlichen Freiheiten pochende Ignatz bekam eine Familie, die aus einer resoluten Frau und drei Mäusekindern bestand, denen er frühzeitig das Ziegelsteinwerfen beizubringen versuchte. Es gab Trauerweiden, die einen See mit ihren Tränen füllten, bei dem eine Melone wuchs, deren Verzehr wiederum zu Heulkrämpfen führte. Ignatz lud sich für eine Feier ein Rudel von Wieseln nach Hause ein, die dort buchstäblich „Pop“ machten (das heißt: im Verein wie sich öffnende Champagnerflaschen „Pop-Pop-Pop“ sangen – vgl. den Song And “Pop!” goes the Weasel, den uns Groucho Marx in dem Film Die Marx Brothers im Krieg zu Gehör bringt). Ein Strauß namens Walter Kepheus Austridge steckte seinen Kopf in eine Tonne, die auf einem kleinen Wägelchen montiert war, um auch im Laufen seinen Kopf „in den Sand“ stecken zu können, und nannte diese revolutionäre Erfindung den „kleinen Verschwinder“. Und so weiter.

## Sprache
Herriman benutzte die Sonntagsseiten des Strips, bei deren Gestaltung er durch Hearsts Protektion bis zum Schluss vollkommene Narrenfreiheit genoss, nicht nur als Spielwiese für grafische und erzählerische Experimente aller Art (während seine einfacheren Krazy Kat-Tagesstrips ebenfalls bis 1944 weiterliefen). Insbesondere sein Sprachgebrauch sprengte schließlich jegliche Konventionen, indem er Schlagertexte, Slang von Einwanderern, verballhornte spanische, französische und deutsche Brocken („Okduleeva! Vots issit?“), surreale und absurde Poesie, Alliterationen, phonetische Schreibweisen und Nebenbedeutungen durch Gleichklang verschiedener Begriffe bunt durcheinanderwürfelte. Die Hauptperson Krazy hatte ein schlichtes Gemüt und besaß anscheinend wenig von dem, was man Bildung nennt. Dafür äußerte sie sich in einem extrem erfinderischen und assoziativen „Hinterwäldler“-Slang, der wohl für immer unübersetzbar bleiben wird. Wenn Krazy z. B. (in der Sonntagsseite vom 18. Juni 1916) ihrer kleinen Nichte Katrina von der früheren Herrschaft der Dinosaurier auf der Erde erzählte, klang das so:

“Yes, li’l ‘Ketrina’, I’m a pretty smart ‘Ket’ – lisken, once a long time a-go there was living on this ‘woil’ enimals big like a house – there was ‘dinny-sorrises’, ‘neega-nodons’, ‘mega-phoniums’, ‘memmoths’, – and great big ‘lizzies’; uh, I mean ‘lizzids’ what was called ‘itch-thyosorrises’ because they was great scratchers of gardens and things, then they was big kanary birds what was called ‘peter-decktils’, but a-las ‘Ketrina’ all they is left of them now a days is their ‘bones’ – just ‘bones’ – aint that awfil?”

## Bedeutung
Kommerziell gesehen gehörte Herrimans Strip nicht zu den erfolgreichen Werken der Comic-Geschichte, und verständnislose Lokal-Redakteure von Hearsts über die USA verstreuten Zeitungen versuchten den Abdruck des Strips, je eigenwilliger, persönlicher und vermeintlich unverständlicher dieser mit der Zeit wurde, immer öfter zu verhindern, da Beschwerden von Werbekunden und manchen Lesern eintrafen (Lit.: Blackbeard, 1992). Nur wiederholte Anweisungen Hearsts an die Redakteure sorgten dafür, dass die Coconino-Abenteuer bis 1944 jeweils in mindestens einer US-amerikanischen Zeitung zu finden waren. Obwohl der Strip schließlich viele Leser, die eine einfachere Unterhaltung suchten, und die allermeisten Redakteure vergrault hatte, bildete sich dennoch nach und nach ein harter Kern von umso größeren Krazy Kat-Anhängern, die gerade die surrealen und absurden Qualitäten des Strips zu schätzen wussten. Zu ihnen gehörten unter anderen der damalige US-Präsident Woodrow Wilson, die Schriftsteller F. Scott Fitzgerald, Gertrude Stein und E. E. Cummings, die Filmkomiker W. C. Fields und Charlie Chaplin sowie der Maler Pablo Picasso. Die unzähligen erzählerischen Variationen, mit denen Herriman seinem Grundthema „Katze liebt Maus und mag Hund – Maus verachtet Katze und hasst Hund – Hund liebt Katze und verfolgt Maus“ (siehe auch: Dramadreieck) immer neue Facetten abgewann, überraschten diese kleine, aber treue Leserschaft Woche für Woche. Intellektuelle und Kritiker, allen voran Gilbert Seldes, lobten den Strip, da er reichlich Raum für Interpretationen ließ – der Dichter E. E. Cummings vertrat z. B. die Meinung, dass Krazy Kat ein Gleichnis für die Beziehung zwischen Gesellschaft (Offissa Pupp), Individuum (Ignatz) und Ideal (Krazy Kat) sei (Lit.: Cummings, S. 16). Am Ende hatte Herriman, ohne je irgendwelche inhaltlichen oder ästhetischen Zugeständnisse an das Publikum gemacht zu haben, etwa 1500 Sonntagsseiten und über 8000 Tagesstrips für den Krazy Kat-Kosmos geschaffen. Von 1916 bis 1935 erschienen sowohl Tages- als auch Sonntagsstrips – von sporadischen Farbexperimenten abgesehen – in schwarzweiß; von 1935 bis 1944 erschien die Sonntagsseite des Strips in Farbe.
Krazy Kat war das erste surrealistische Werk der damals noch sehr jungen Comic-Welt und gleichzeitig eine Serie, die schon vor den 1920er Jahren stilistisch und inhaltlich weiter ging als das meiste, was später im Medium folgen sollte. Sprechende und damit anthropomorphe Tiere, die heute ein fester Bestandteil des Comic-Genres der Funnies sind, waren damals ein Novum und höchstens aus Fabeln bekannt, ebenso wie die einfachen, skizzenhaft direkten und teilweise fast abstrakt wirkenden Zeichnungen, die bereits an den Underground-Stil der 1960er und 1970er Jahre gemahnen. Die innovative Seiteneinteilung, die eigenartigen Inhalte und die sich ständig selbst variierende Erzählweise von Krazy Kat bleiben bis heute singulär. Folgerichtig konnte der Strip nach Herrimans Tod nicht – wie sonst im Comic-Medium durchaus üblich – von einem anderen Zeichner fortgeführt werden.
Die ungewöhnliche Beziehung der Hauptfiguren bildete die Grundlage für alle späteren „David-gegen-Goliath“-Comics im Stil von Tom und Jerry oder Sylvester und Tweety, und die Kompromisslosigkeit, die Konsequenz und die Beharrlichkeit, mit der hier ein Künstler über Jahrzehnte hinweg eine äußerst persönliche, esoterische Welt zu Papier gebracht hatte, wurde von vielen späteren Comic-Künstlern anerkannt und bewundert.
Sämtliche Krazy Kat-Originalcomicstrips sind seit 2019 in Hardcover-Buchform zugänglich, auf Deutsch, Englisch oder Französisch. Alle Episoden sind nach Scans von Originalzeitungsseiten in Originalgröße und Farbe gedruckt.